# Lammbrunnen (Karlsruhe)

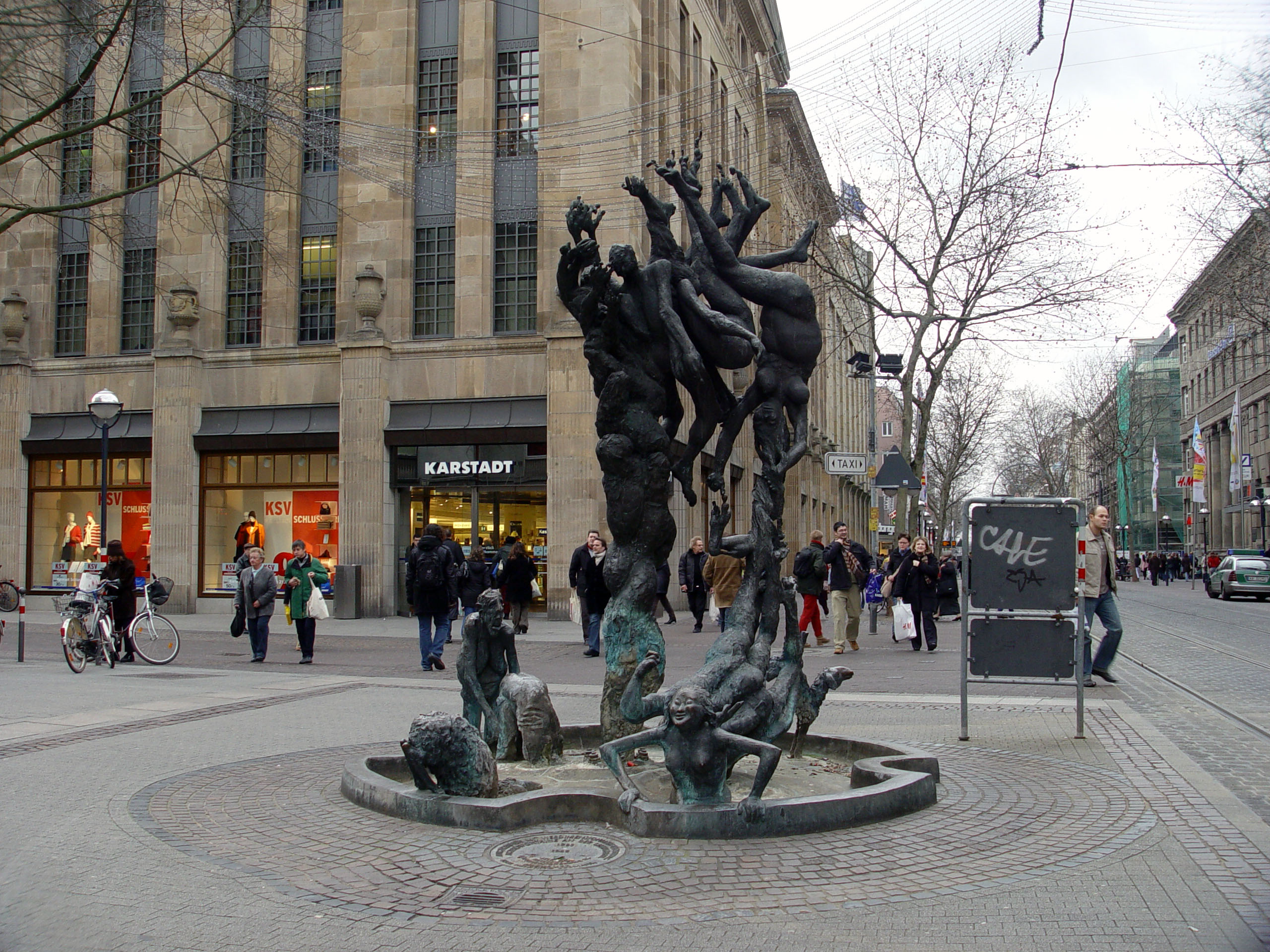
Lammbrunnen in Karlsruhe

Der Lammbrunnen (auch Jungbrunnen) in Karlsruhe ist ein bei der Kaiserstraße 145 an der Ecke Lammstraße in der Innenstadt-West im öffentlichen Raum befindliches Kulturdenkmal. Gestiftet von der Karlsruher Lebensversicherung AG anlässlich ihres 150-jährigen Bestehens wurde er durch den Bildhauer Karl-Henning Seemann zwischen 1983 und 1986 geschaffen. Er besteht aus Bronze und erreicht über 2 Meter Höhe.
Gemäß dem Motiv des Jungbrunnens sollen alte Menschen und Schafe ins Wasser steigen, werden hochgewirbelt und kommen verjüngt bzw. als Lämmer wieder heraus.
2010 wurde die Skulptur im Rahmen des Baus der U-Straßenbahn und der folgenden Neugestaltung der Kaiserstraße abmontiert und eingelagert. Im April 2025 wurde er wieder aufgestellt.